# Opel Omega
Opel Omega — це автомобілі E-Класу, що вироблялися німецькою компанією Opel з 1986 по 2003 роки.

## Omega А (1986—1993)
Дебют першого покоління Opel Omega (під індексом А) припав на 1986 рік. Модель прийшла на зміну Opel Rekord і Opel Commodore. Автомобіль випускався з кузовами седан і універсал, останній отримав до імені приставку Caravan. Opel Omega володіла широким вибором стандартного устаткування і відносилася до автомобілів бізнес-класу.
Інтер'єр лаконічний і строгий. Досить просторий салон доповнюється великим багажником. Відмінна плавність ходу і керованість є основними складовими Omega.
Гамма силових агрегатів була представлена такими двигунами: бензинові рядні карбюраторні об'ємом 1,8 л; інжекторні об'ємом 1,8 i л; 2,0 i л; 2,4 i; 2,6 i; 3,0 i, а також дизельні атмосферні двигуни об'ємом 2,3 YD і такі ж турбовані (2,3 YDT і 2,3 DTR). Двигуни агрегатувалися з п'ятиступінчастою ручною коробкою передач або чотириступінчастим автоматом, що мають зимовий і спорт-режими. Всі гальма — дискові, з вакуумним підсилювачем. Привід на задні колеса.
Omega першого покоління завоювала в 1987 році почесний титул «Автомобіль року».
У 1990 році Omega піддали модернізації. Замінили лінійку литих дисків, кермо, оббивку і форму крісел. Зовні було замінено передній і задній бампери, бічні молдинги дверей, радіаторну решітку, форму накладок на пороги, розширено гамму опцій комфорту. Встановлення кондиціонеру так і залишилося замовною опцією.
У 1993 році було прийнято рішення про зняття з виробництва Omega A.

### Lotus Omega
З 1990 по 1992 роки продавався Lotus Omega — спортивний седан британського виробника автомобілів Lotus, заснований на основі Opel Omega і розроблений спеціалістами Лотоса та виготовлений у Великій Британії тиражем в кількості 988 екземплярів.

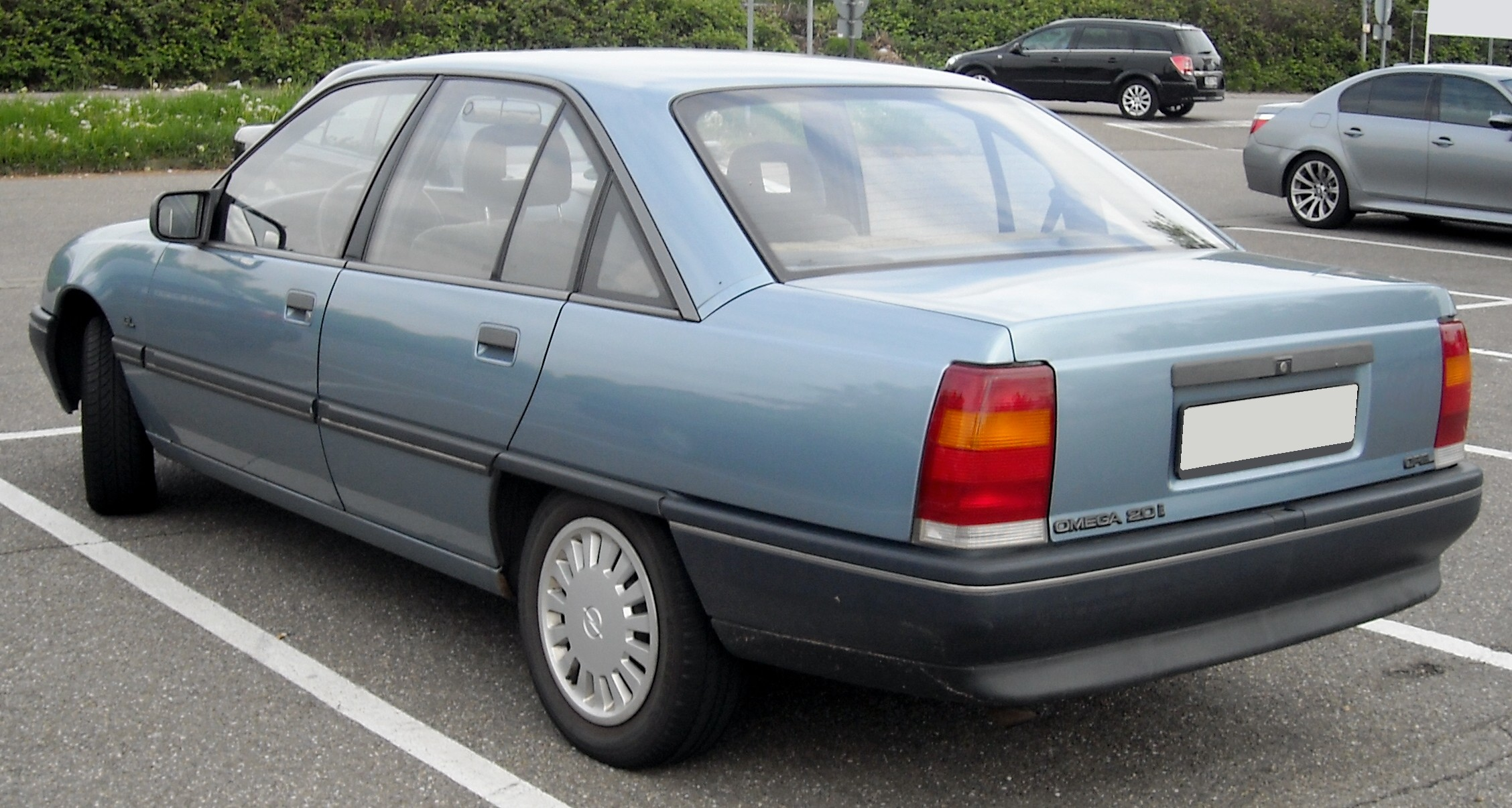
Opel Omega A (1986–1990)
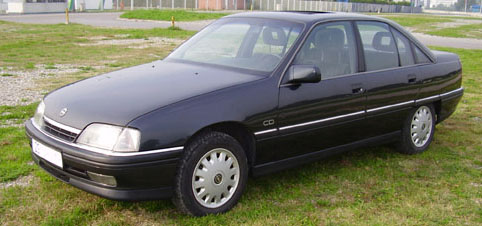
Opel Omega A (1990–1993)
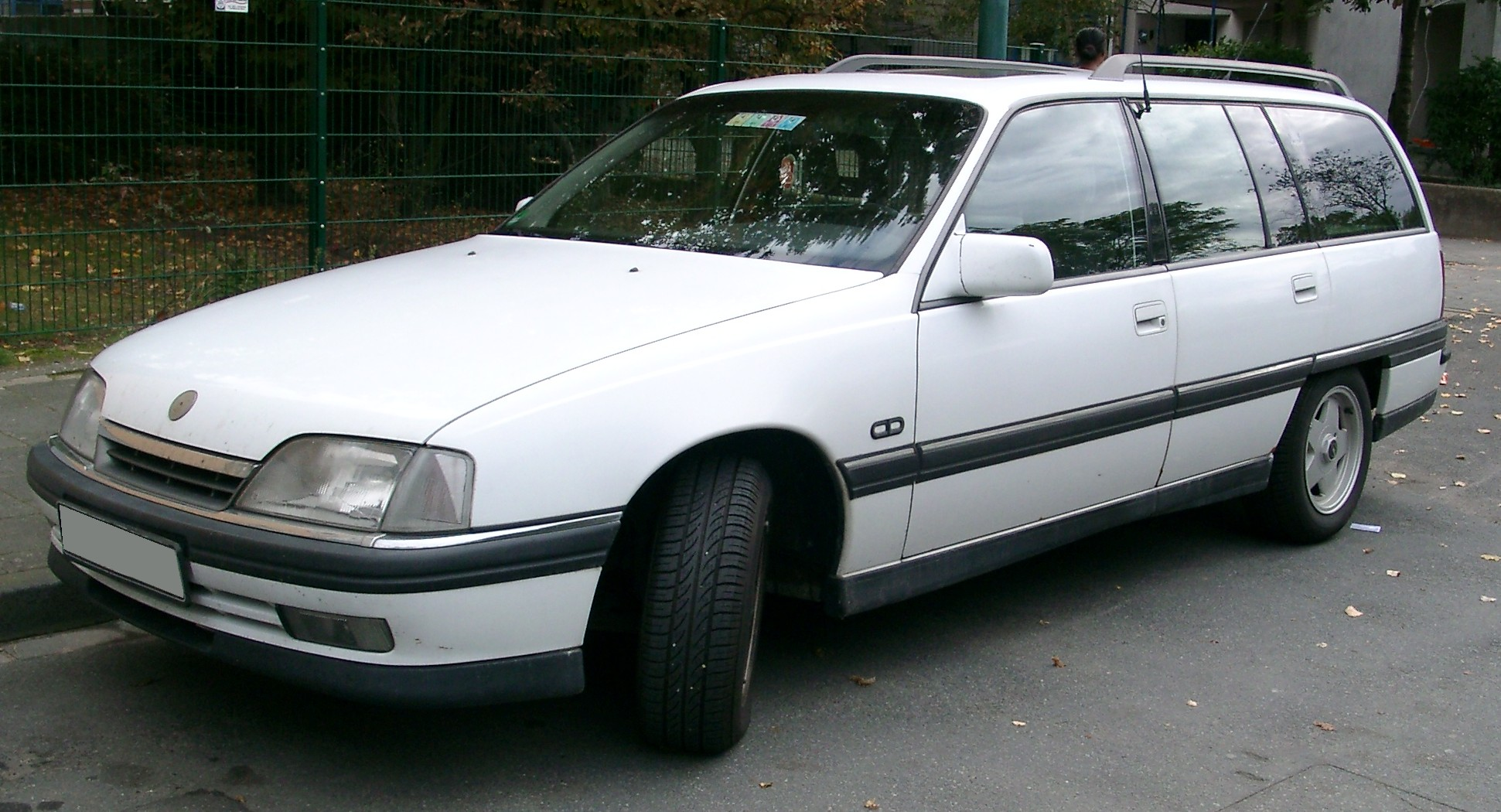
Opel Omega A Caravan (1990–1993)
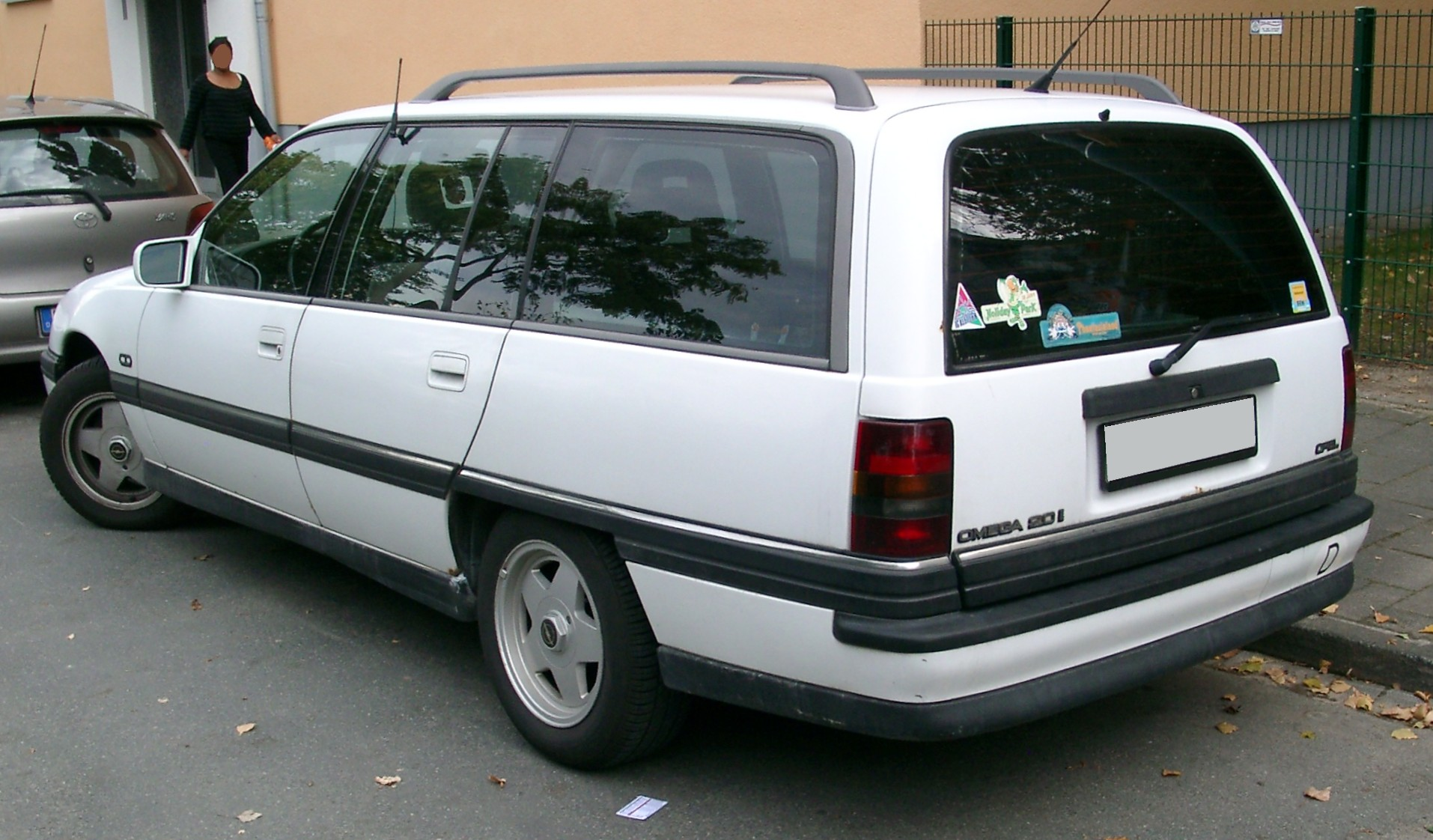
Opel Omega A Caravan (1990–1993)
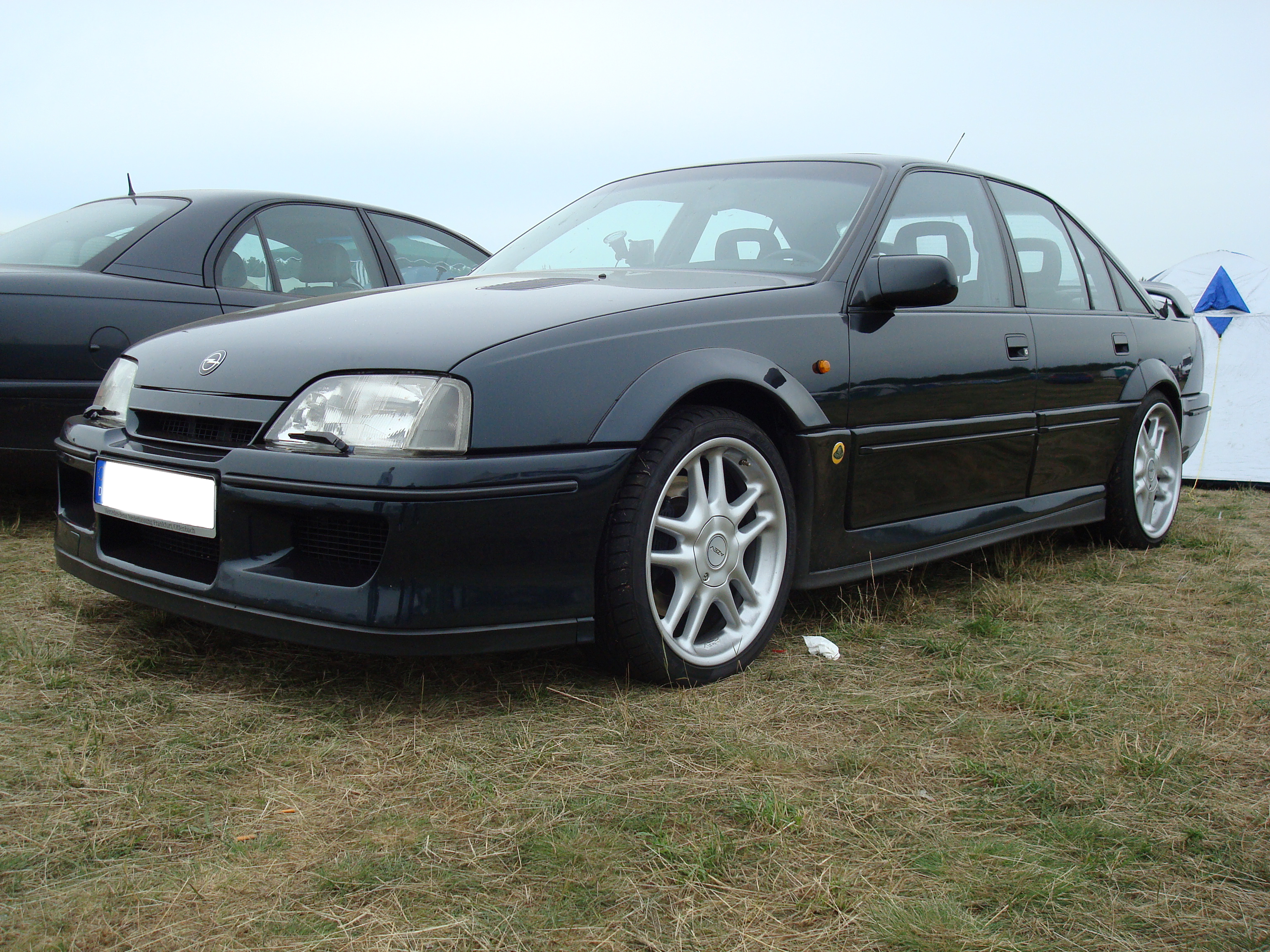
Lotus Omega (1990-1992)
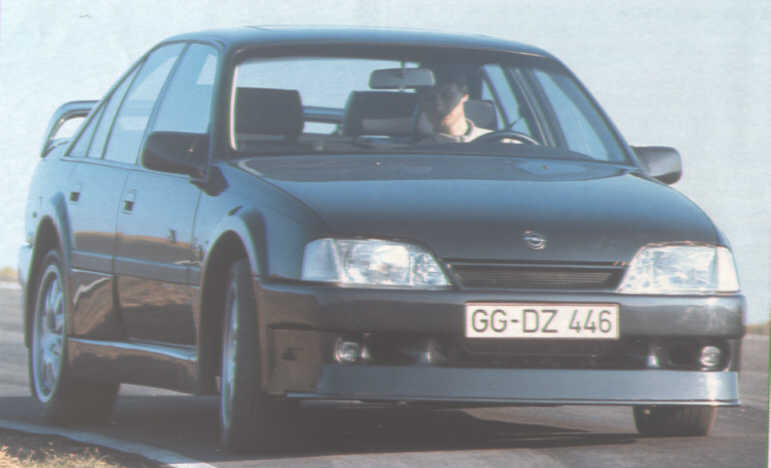
Opel Omega Evolution 500
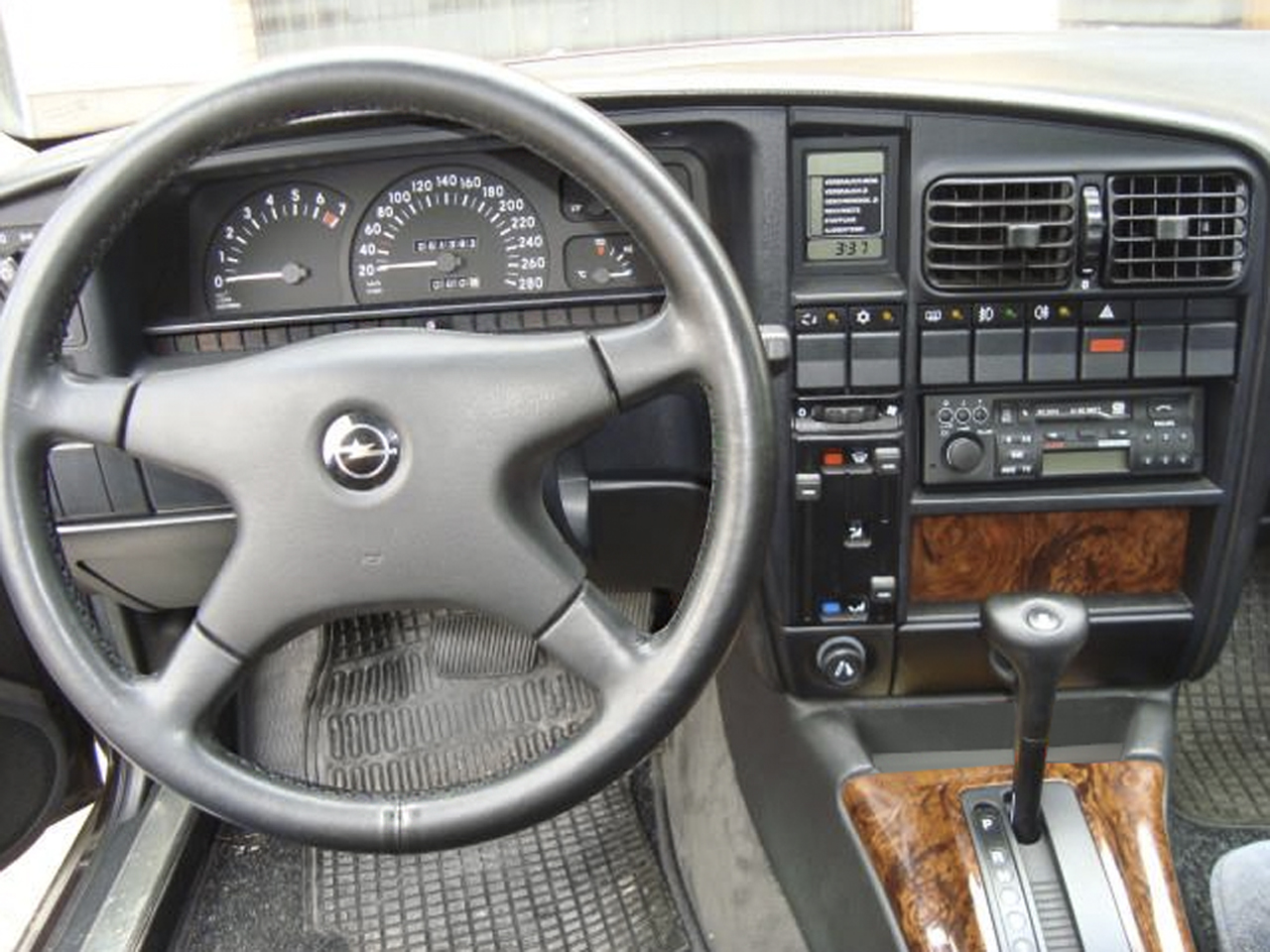

### Двигуни

#### Бензинові
| Модель            | Код двигуна | Циліндри | Об'єм    | Потужність       | Крутний момент | Роки випуску                      |
| ----------------- | ----------- | -------- | -------- | ---------------- | -------------- | --------------------------------- |
| 1.8               | 18NV        | R4-OHC   | 1796 см³ | 60 кВт/82 к.с.   | 132 Нм         | 1986-1987                         |
| 1.8               | 18SV        | R4-OHC   | 1796 см³ | 66 кВт/90 к.с.   | 145 Нм         | 1986-1987                         |
| 1.8S              | E18NVR      | R4-OHC   | 1796 см³ | 65 кВт/88 к.с.   | 140 Нм         | 1987-1990                         |
| 1.8i              | 18SEH       | R4-OHC   | 1796 см³ | 85 кВт/115 к.с.  | 157 Нм         | 1986-1992                         |
| 2.0i              | C20NEJ      | R4-OHC   | 1998 см³ | 73 кВт/99 к.с.   | 167 Нм         | 1990-1993                         |
| 2.0i              | C20NEF      | R4-OHC   | 1998 см³ | 74 кВт/100 к.с.  | 155 Нм         | (тільки транспортні засоби уряду) |
| 2.0i              | C20NE       | R4-OHC   | 1998 см³ | 90 кВт/122 к.с.  | 167 Нм         | 1986-1993                         |
| 2.0i              | 20SE        | R4-OHC   | 1998 см³ | 85 кВт/115 к.с.  | 172 Нм         | 1986-1987                         |
| 2.4i              | C24NE       | R4-OHC   | 2410 см³ | 92 кВт/125 к.с.  | 191 Нм         | 1988-1993                         |
| 2.6i              | C26NE       | R6-CIH   | 2594 см³ | 110 кВт/150 к.с. | 216 Нм         | 1990-1993                         |
| 3.0i              | C30LE       | R6-CIH   | 2969 см³ | 115 кВт/156 к.с. | 225 Нм         | 1986-1988                         |
| 3.0i              | 30NE        | R6-CIH   | 2969 см³ | 130 кВт/177 к.с. | 235 Нм         | 1986-1990                         |
| 3.0Si             | C30NE       | R6-CIH   | 2969 см³ | 130 кВт/177 к.с. | 235 Нм         | 1988-1993                         |
| 3.0i 24V          | C30SEJ      | R6-CIH   | 2969 см³ | 147 кВт/200 к.с. | 260 Нм         | 1990-1993                         |
| 3000 24V          | C30SE       | R6-DOHC  | 2969 см³ | 150 кВт/204 к.с. | 265 Нм         | 1989-1993                         |
| 3.0i Evo 500      | C30XEI      | R6-DOHC  | 2969 см³ | 169 кВт/230 к.с. | 290 Нм         | 1991-1993 (Irmscher)              |
| 3.6i              | C36NEI      | R6-CIH   | см³      | 153 кВт/208 к.с. | Нм             | (Irmscher)                        |
| 3.6i              | C36NE       | R6-CIH   | см³      | 145 кВт/197 к.с. | Нм             | (Irmscher)                        |
| 4.0i 24V          | C40SE       | R6-DOHC  | см³      | 200 кВт/272 к.с. | 390 Нм         | 1991-1992 (Irmscher)              |
| 3.6i 24V Bi-Turbo | C36GET      | R6-DOHC  | 3636 см³ | 277 кВт/377 к.с. | 568 Нм         | 1991-1992 (Lotus Omega)           |

#### Дизельні
| Модель | Код двигуна | Циліндри | Об'єм    | Потужність      | Крутний момент        | Роки випуску |
| ------ | ----------- | -------- | -------- | --------------- | --------------------- | ------------ |
| 2.3 D  | 23YD        | 4        | 2260 см³ | 54 кВт/73 к.с.  | 138 Нм при 2400 об/хв | 1986–1993    |
| 2.3 TD | 23YDT       | 4        | 2260 см³ | 66 кВт/90 к.с.  | 186 Нм при 2100 об/хв | 1986–1988    |
| 2.3 TD | 23DTR       | 4        | 2260 см³ | 75 кВт/100 к.с. | 214 Нм при 2200 об/хв | 1988–1993    |

## Omega В (1994—2003)
У 1994 році Opel представив друге покоління Omega, цього разу з індексом В. Новинка майже не нагадувала попередницю. Як і раніше пропонувалося: два типи кузова (седан і універсал) і задній привід. Зате список додаткового устаткування помітно поповнився: з'явилися подушки безпеки для водія і переднього пасажира, а з 1998 року ще й бічні подушки безпеки у передніх кріслах. В усіх комплектаціях з стали встановлювати кондиціонер, а з 1997 року ще й кліматичні установки. Взагалі без кондиціонеру Omega B майже не зустрічаються. Також помітно зросла міцність кузова, та він став менш схильний до корозії лише з 1998 року.
Omega другого покоління, стала довшою на 113 мм, стала виглядати більш елегантно. Новий дизайн відрізняють плавні і обтічні лінії, дизайн автомобіля було повністю перероблено, жодної з кузовних деталей не лишилося від попередниці. Унікальністю новинки у 1994 році було інноваційне використання полікарбонатного скла у фарах головного світла, що дало змогу додатково зменшити вагу передньої частини автомобіля. З 1998 року встановлювалася і складніша передня оптика з лінзованими та лінзованими ксеноновими фарами.
Салон залишився таким же просторим, на задньому сидінні з комфортом можуть розміститися троє пасажирів. Щиток приладів містить широкий електронний спідометр, та багатофункціональний дисплей з показаннями бортового комп'ютера. Крім простенької тканинної оббивки базових версій, може бути і шкіряна варіація, а в комплектації Sport сидіння з підсиленою бічною підтримкою, а замість дерев'яних вставок використовуються вставки під карбон або алюміній. Розташування приладів керування досить зручне, і зрозуміле.
Сидіння з жорсткою бічною підтримкою надають додатковий комфорт завдяки подвійній структурі і численним сервоприводам та пам'яттю налаштувань для 3-х водіїв, для управління якими достатньо натискання кнопки. Регульована рульова колонка також допомагає краще розташуватися за 'кермом'. Оглядовість і шумоізоляція значно покращені. Кліматична установка з протипиловим фільтром підтримує оптимальну температуру і якість повітря в салоні незалежно від пори року і вмісту в повітрі різних викидів.
А що особливо важливо, так це змінилася лінійка двигунів. Зі старих агрегатів був залишений тільки дволітровий одновальний (OHC) 20SE з модернізованою системою впорскування. До нього додалися нові двигуни об'ємом 2,0 i 16V, та V-подібні 2,5 та 3,0 літри, а також новий турбодизельний рядний двигун Y25DT розроблений Steyr. Двигуни як і раніше агрегатуються з п'ятиступінчастою ручною коробкою передач або чотириступінчастими автоматами. Після 2001 року доступний ще й 5-ти ступеневий автомат. Підвіска всіх коліс — незалежна; передня — типу McPherson, задня — на косих важелях. Гальма: дискові, вентильовані для всіх коліс. Рульове управління — з гідропідсилювачем та сервотроніком. Opel, оснащений ABS і PBS, впевнено і без занесення гальмує і розганяється на будь-якому покритті.
Восени 1997 року лінійку силових агрегатів поповнив 100-сильний 2,0-літровий турбодизель безпосереднього вприскування (витрата палива в місті не більше 9,4 л/100 км).
Комфорт також забезпечує самостабілізуча ходова частина DSA з задньою підвіскою, додаткові елементи кріплення коліс, посилені стабілізатори поперечної стійкості. А крім цього, на новий Opel встановлені вдосконалений пристрій протівобуксовочной контролю Electronic Traction Control, керуюча система контролю роботи двигуна і антиблокувальна — з низьким зусиллям на педаль гальма і високою чутливістю.
Система пасивної безпеки Opel Omega В включає в себе зони деформації кузова; збільшені важелі передньої підвіски, що приймають на себе частину навантаження; посилені пороги; дах і передні стійки; сталеві балки в дверях; посилені рами сидінь та їхніх спинки, а також складану при зіткненні рульову колонку.
Сидіння обладнані безпечними підголівниками системи AHR (Active Head Restraints). Всі компоненти системи пасивної безпеки у разі зіткнення діють узгоджено — це називається системою синхронизізуючогося захисту Syncro. Ось тільки паливний бак встановлений не в найкращому, з точки зору безпеки, місці, а саме: у зоні деформації багажнику, зате на відміну від Omega A вироблений з бензостійкого пластику.
У 1994-й рік випуску, базовий 134-сильний Omega Select із бензиновим двигуном, об'ємом 2,0 л, був обладнаний: незаклинюючими гальмами, подвійними подушками безпеки, гідро підсилювачем керма та склопідйомниками з електроприводом. Інші три рівні комплектації — GLS, CD та CDX — також, були запропоновані покупцеві, проте, лише CDX оснащений кондиціонером. 

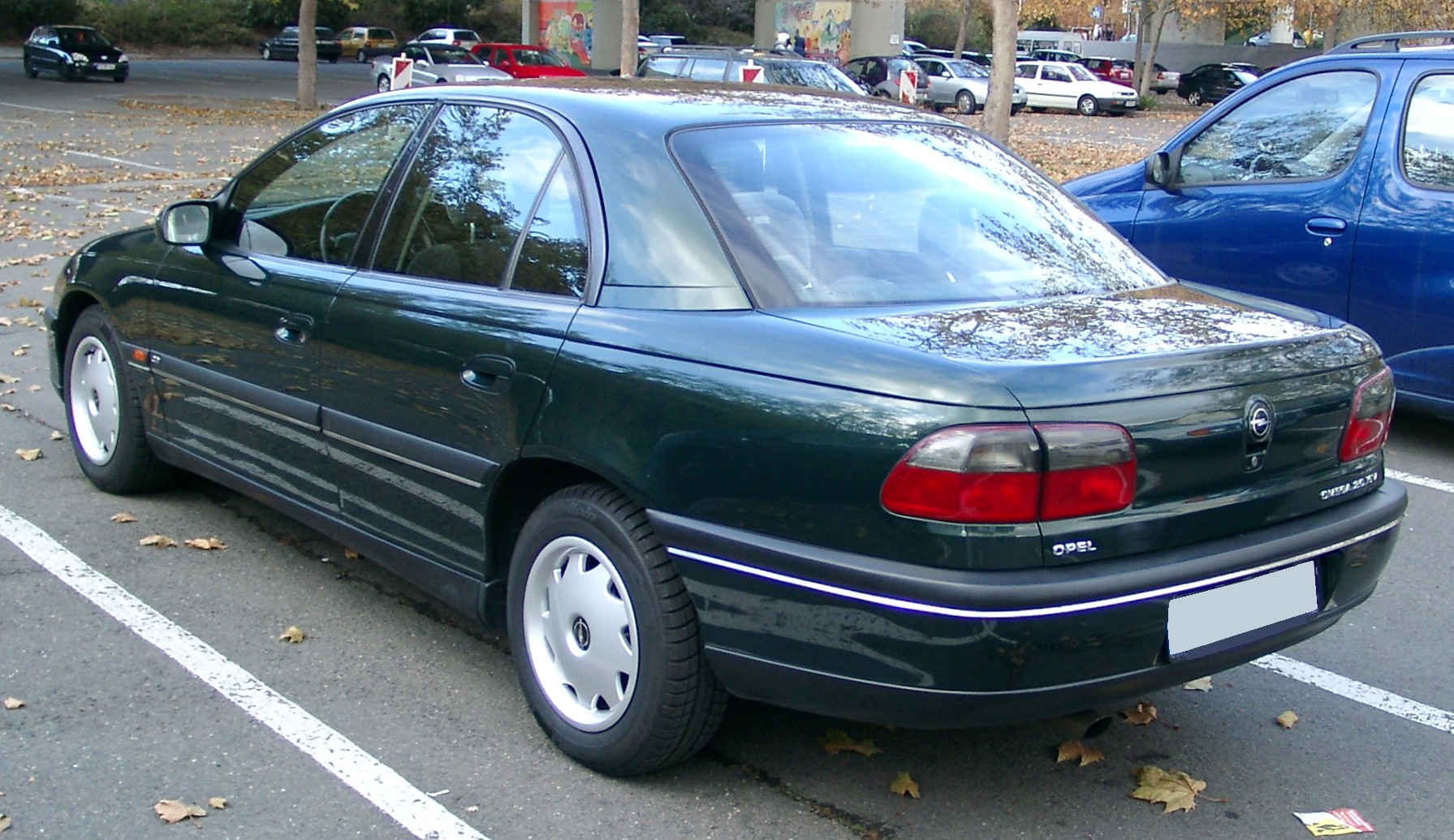
Opel Omega B (1994–1999)
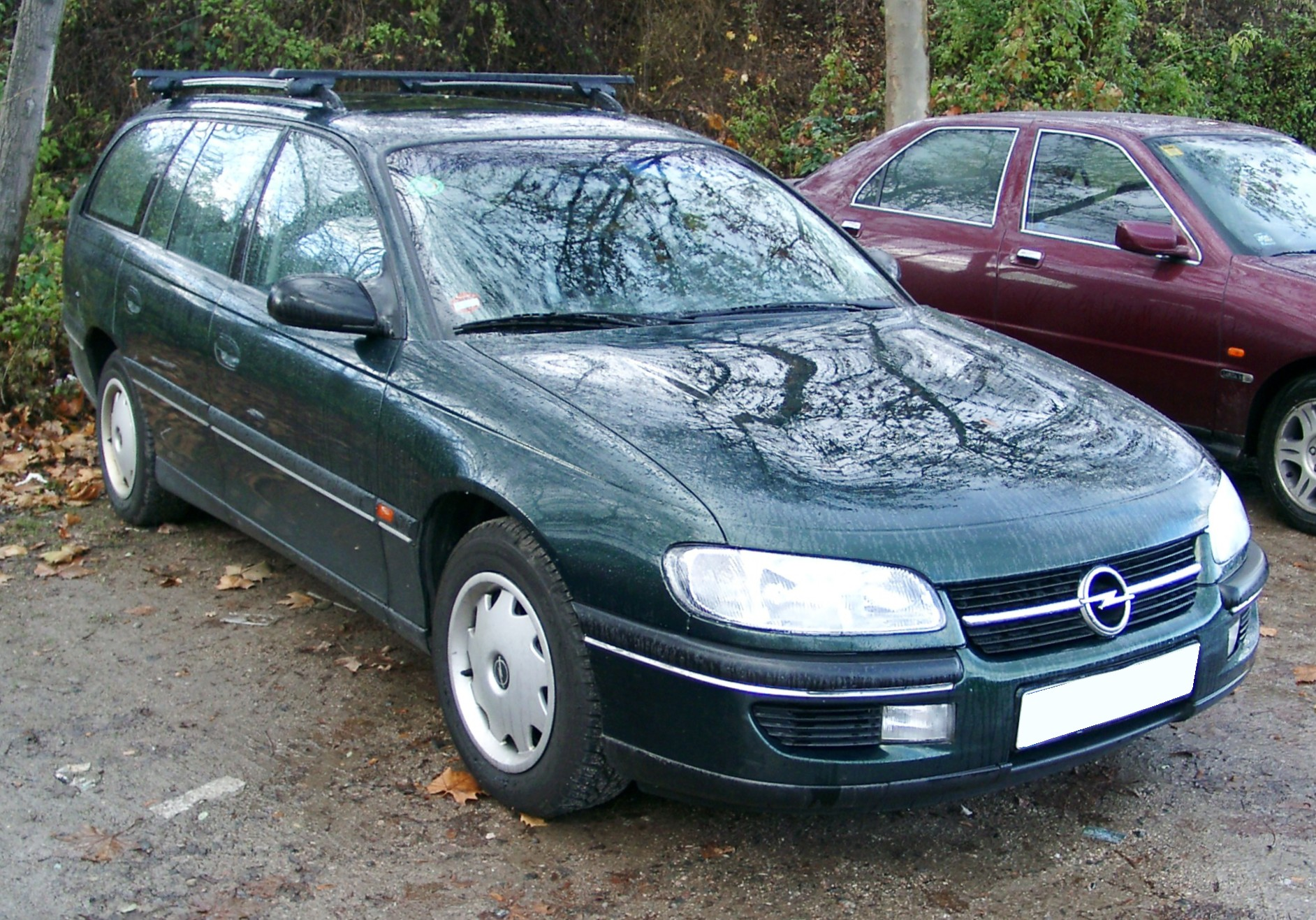
Opel Omega B Caravan (1994–1999)
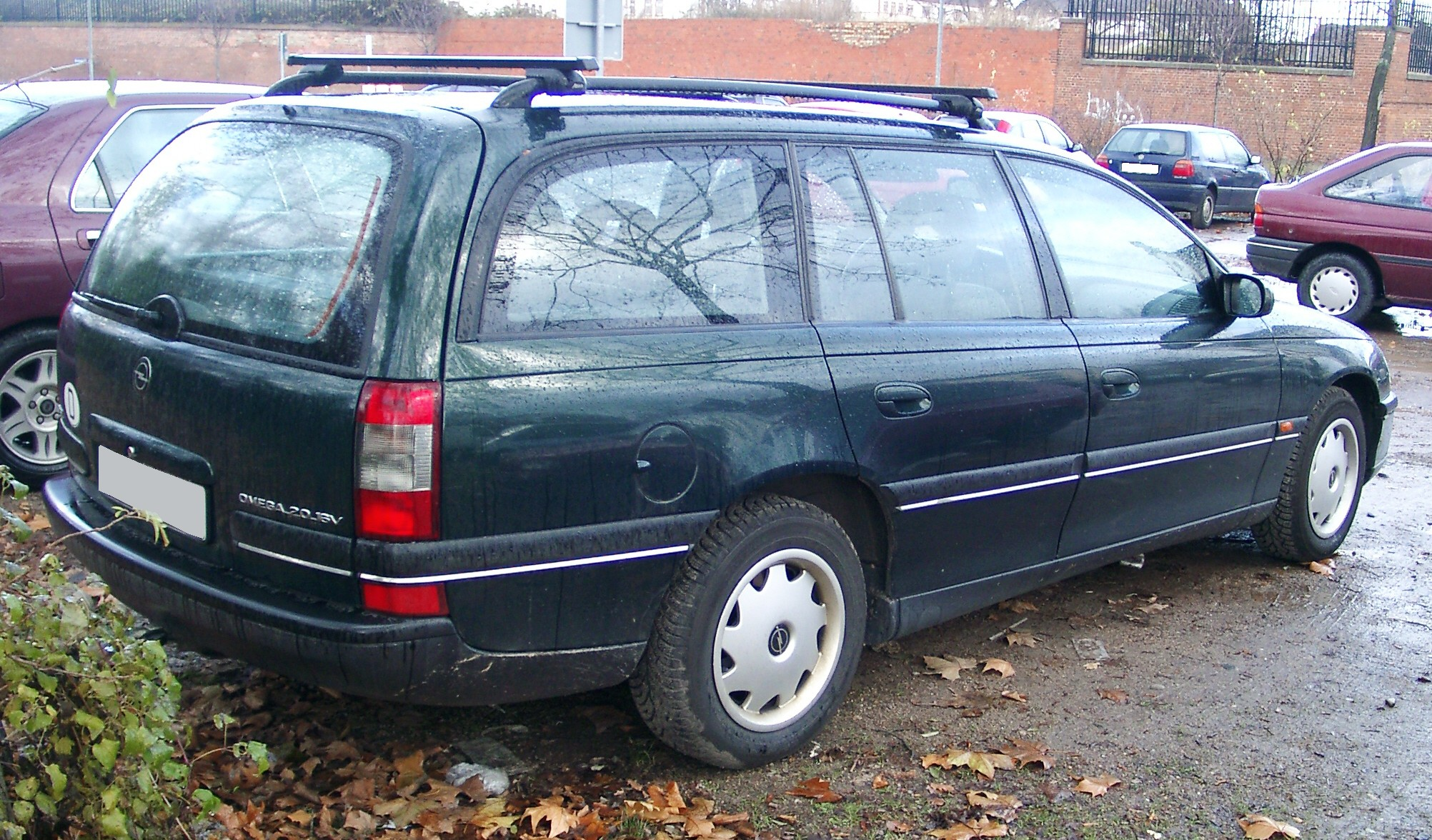
Opel Omega B Caravan (1994–1999)
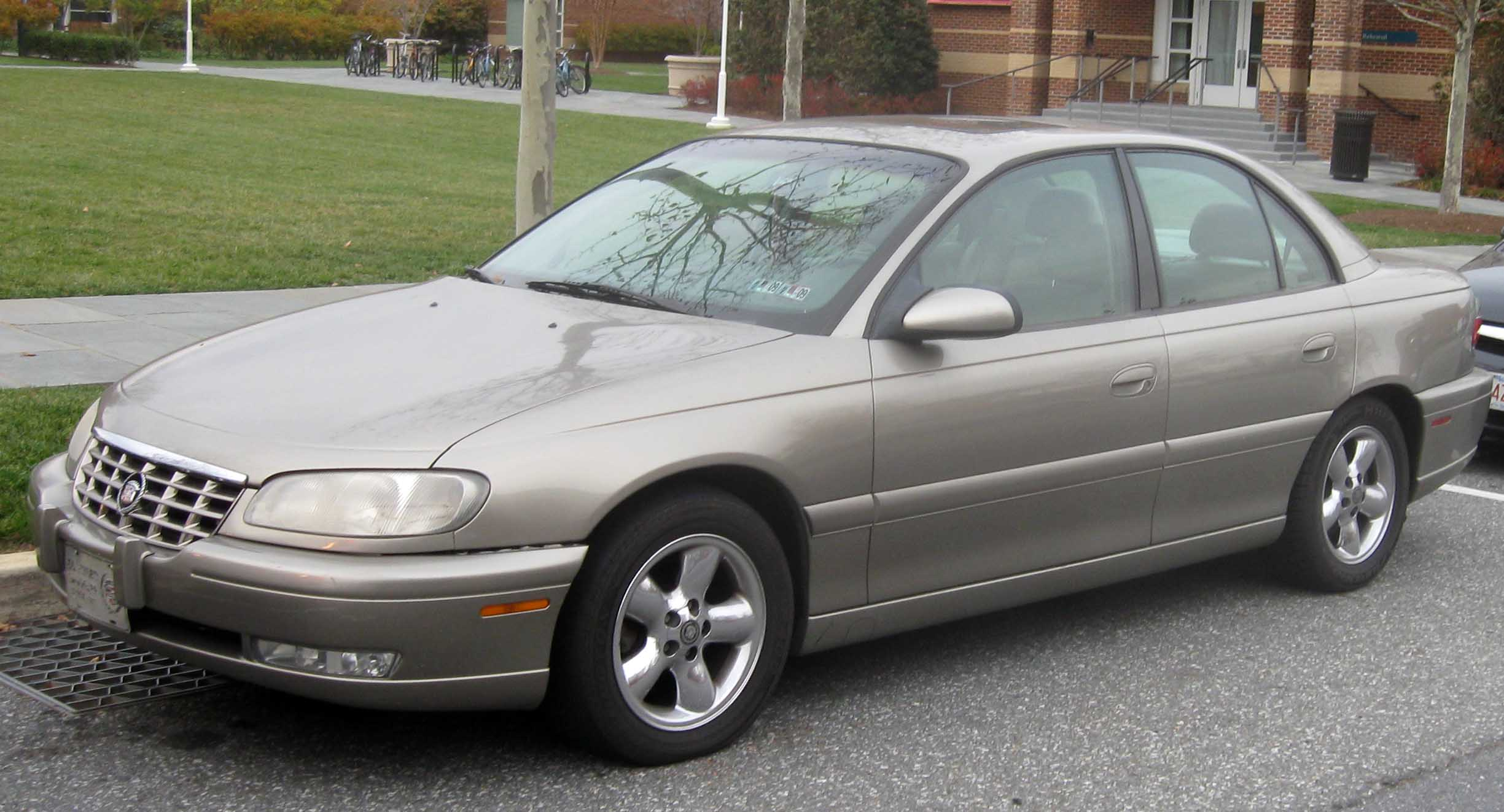
Cadillac Catera (1996–1999)
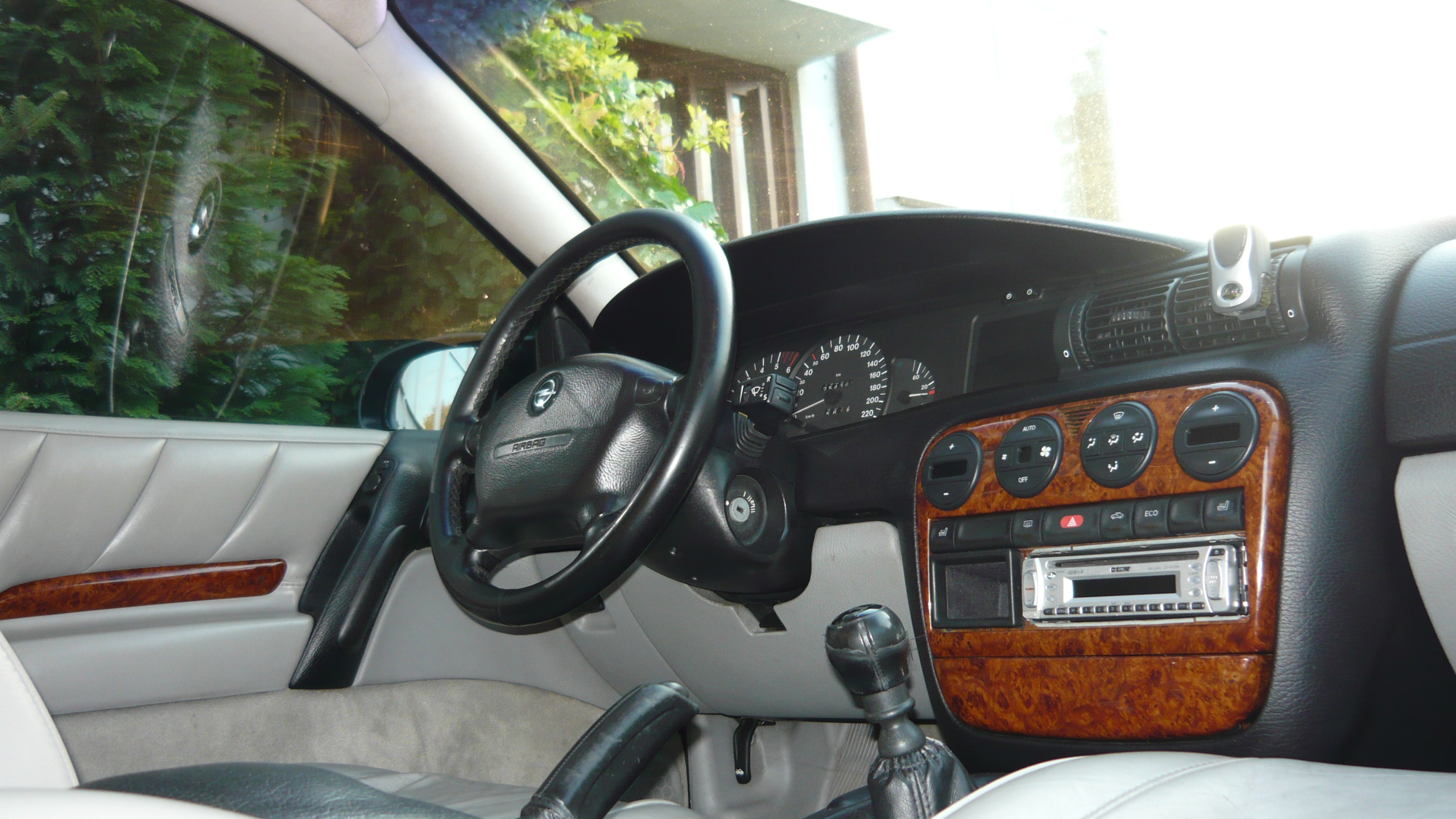

### Фейсліфтинг 1999

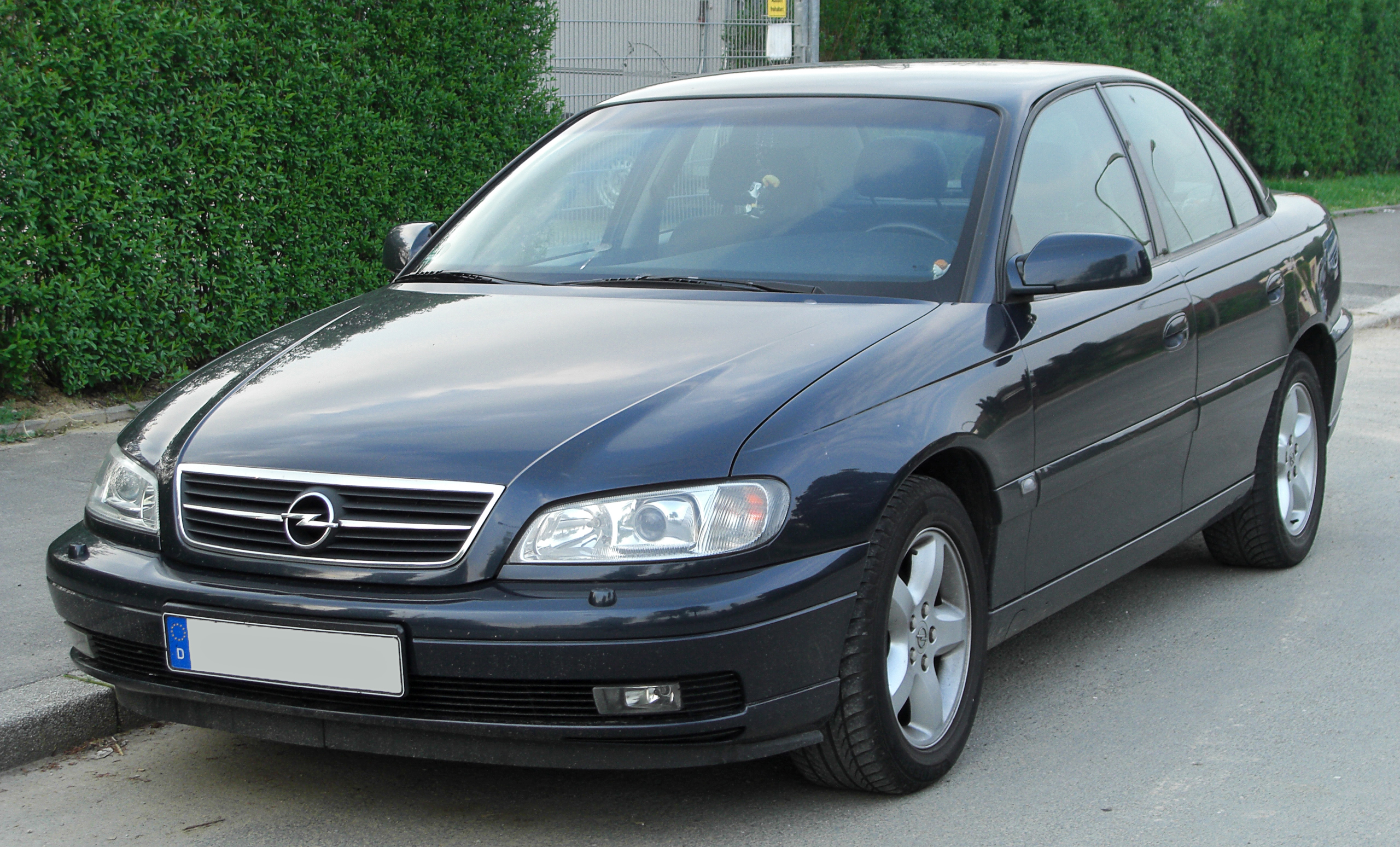
Opel Omega B (1999—2003)

У 1999 році, через шість років з початку виробництва другого покоління, Opel провів зовнішню модернізацію моделі. Змінилося оформлення передньої і задньої частин кузова, які стали сучаснішими. Повністю було перероблено інтер'єр автомобіля, в його дизайні вже прослідковується зародження концепції салонів Opel 2004—2009 років. Нове кермо та дверні панелі витримані в єдиному стилі. Кнопки управління склопідіймачами і кнопки електричного регулювання зовнішніх дзеркал перенесені на двері. Двигуни до 2001 року лишаються без змін. І лише з 2001 року Omega B стали оснащувати новими двигунами: трьома бензиновими і двома новими турбодизелями 2,5DTI та 2,2DTI, замість старих 2,5TD та 2,0DTI.
Лінійку двигунів відкриває 4-циліндровий силовий агрегат 1998 року, відомий по моделям Sintra, Astra G/Zafira B, Vectra B, Frontera B — як Z22XE, але поздовжньо встановлений Y22XE об'ємом 2,2 л. потужністю 144 к.с. Він змінив старий 2-литровий X20XEV (136 к.с.)
Оновлені версії, які були значно покращенні після фейсліфтингу 1999 року та отримали: стандартні литі диски, CD-програвач та кондиціонер. 
У 2002 році оновилися і дві V-подібні шістки 2,5 замінили на 2,6 а 3,0 на 3,2 л.
У 2003 році автомобіль зняли з виробництва. Останнім авто був сріблястий седан 2,6.

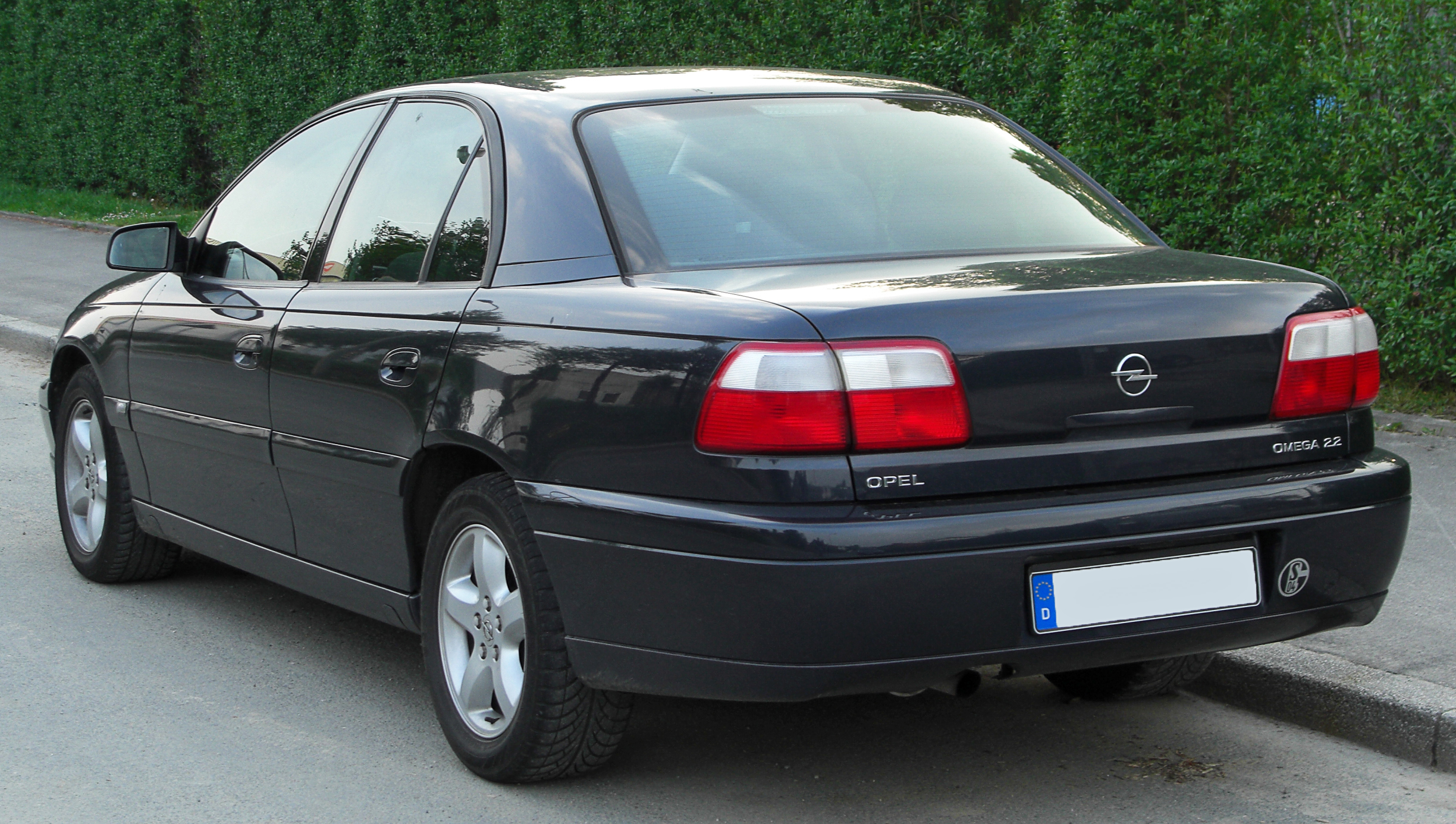
Opel Omega B (1999–2003)
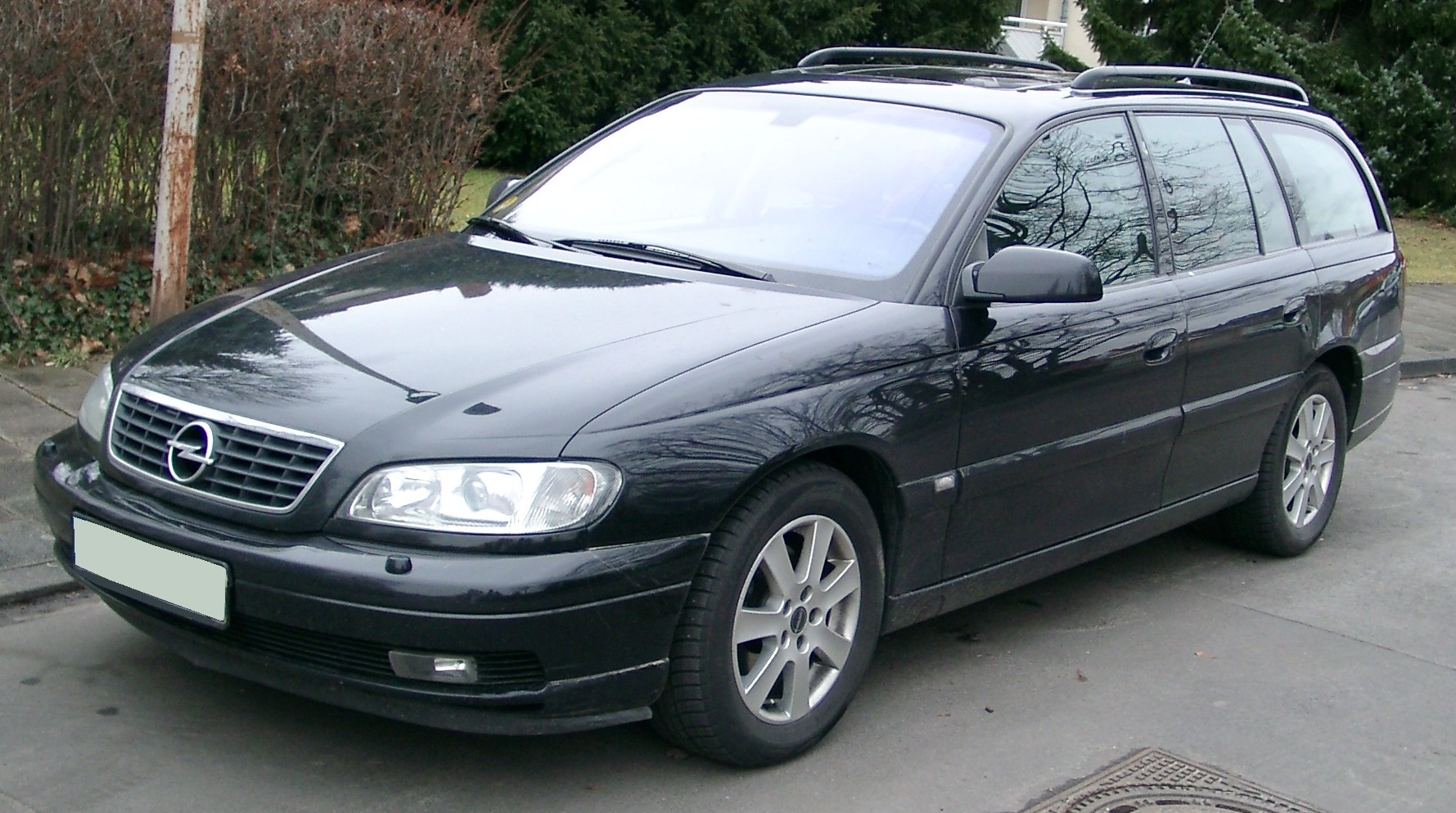
Opel Omega B Caravan (1994–1999)
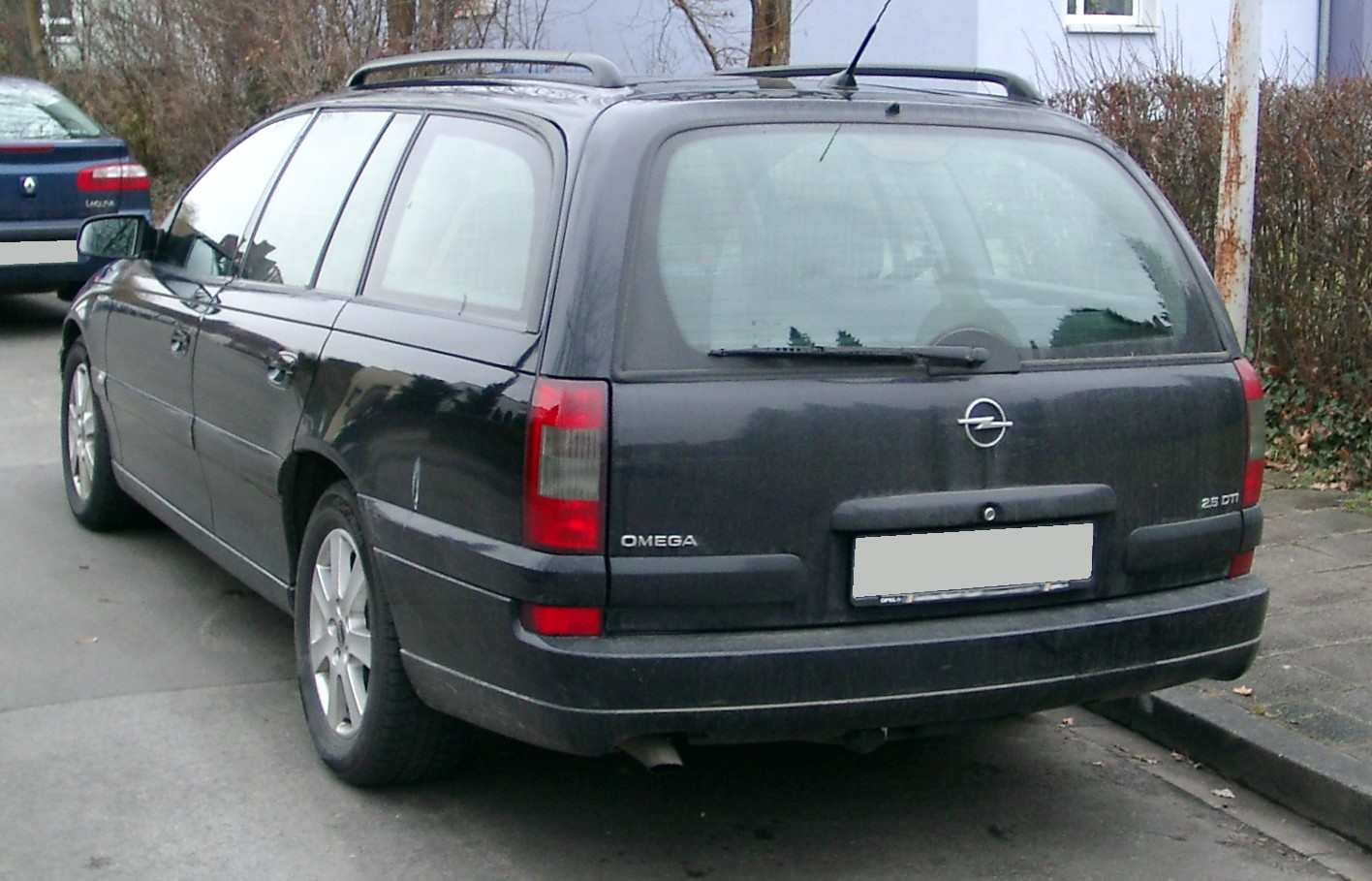
Opel Omega B Caravan (1994–1999)
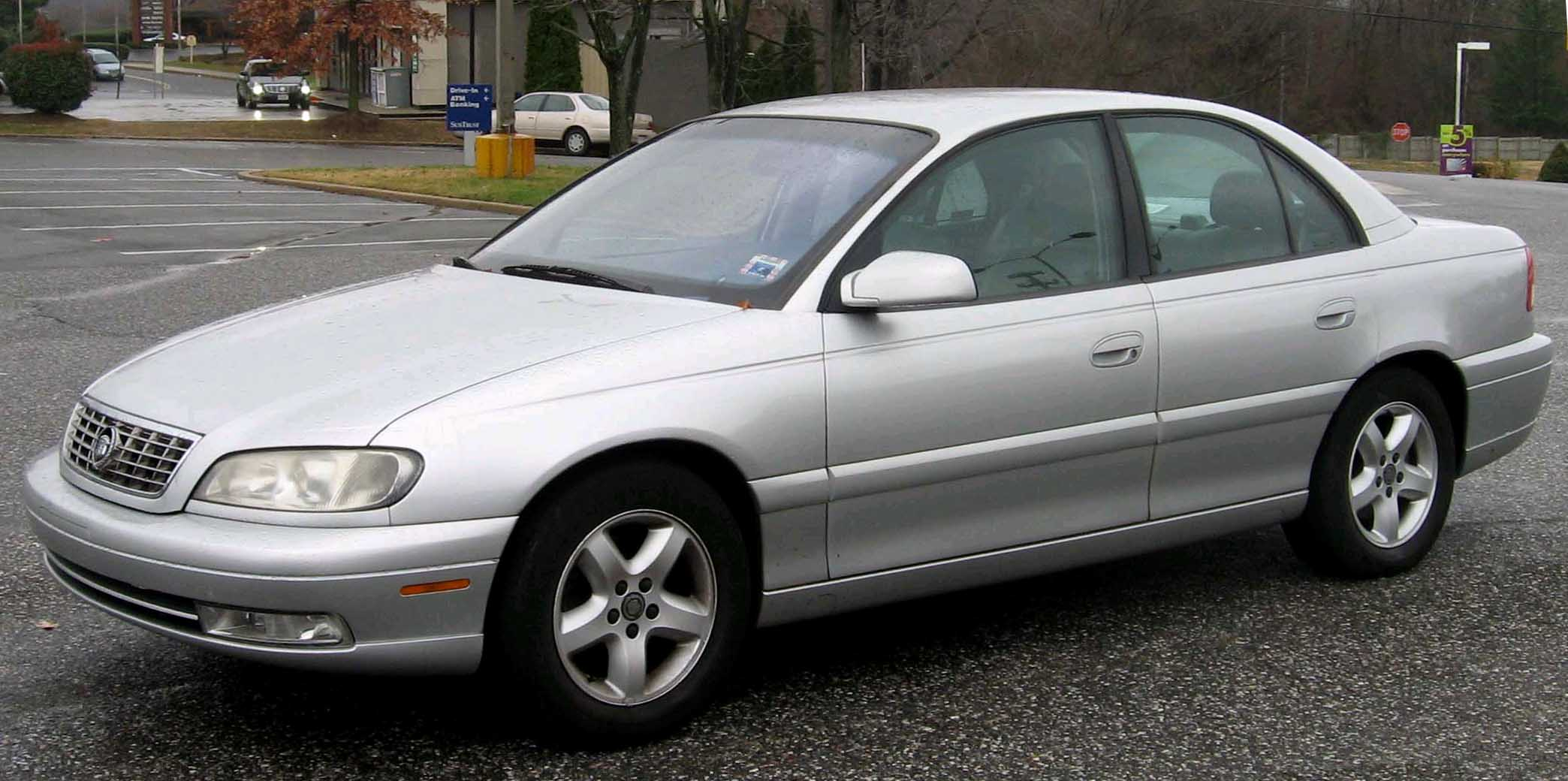
Cadillac Catera (1999–2001)
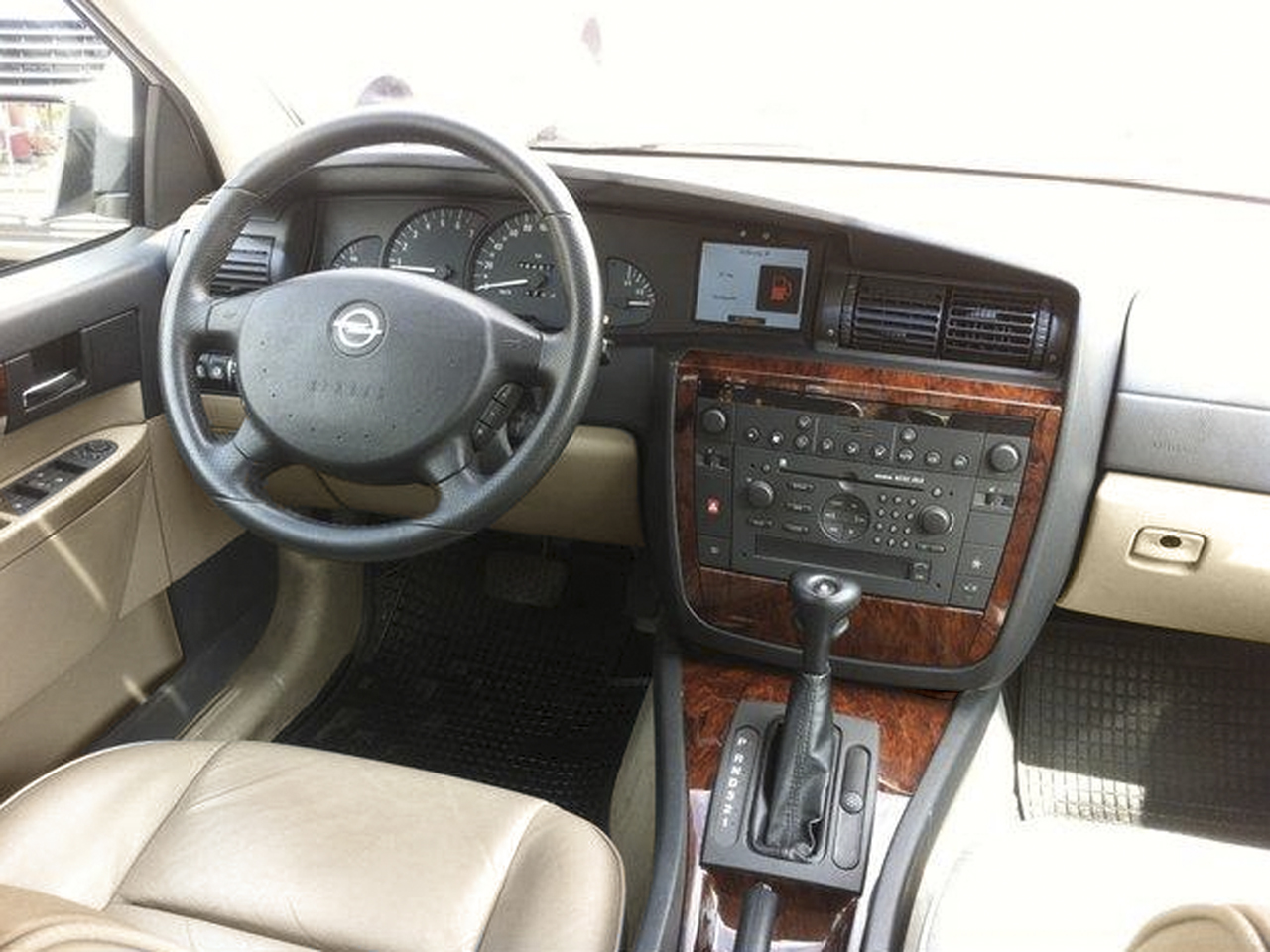

### Двигуни

#### Бензинові
| Модель   | Код двигуна | Циліндри | Об'єм    | Потужність       | Крутний момент | Роки випуску                                                     |
| -------- | ----------- | -------- | -------- | ---------------- | -------------- | ---------------------------------------------------------------- |
| 2.0i 8V  | X20SE       | R4-OHC   | 1998 см³ | 85 кВт/115 к.с.  | 178 Нм         | 1994–1999                                                        |
| 2.0i 16V | X20XEV      | R4-DOHC  | 1998 см³ | 100 кВт/136 к.с. | 185 Нм         | 1994–1999                                                        |
| 2.2i 16V | Y22XE/Z22XE | R4-DOHC  | 2198 см³ | 106 кВт/144 к.с. | 205 Нм         | 1999–2003                                                        |
| 2.5i 24V | X25XE       | V6-DOHC  | 2498 см³ | 125 кВт/170 к.с. | 227 Нм         | 1994–2000                                                        |
| 2.6i 24V | Y26SE       | V6-DOHC  | 2597 см³ | 132 кВт/180 к.с. | 240 Нм         | 2000–2003                                                        |
| 3.0i 24V | X30XE       | V6-DOHC  | 2962 см³ | 155 кВт/211 к.с. | 270 Нм         | 1994–2001                                                        |
| 3.2i 24V | Y32SE       | V6-DOHC  | 3175 см³ | 160 кВт/218 к.с. | 290 Нм         | 2001–2003                                                        |
| 5.7i 16V | Y57XE       | V8-OHV   | 5665 см³ | 230 кВт/312 к.с. | 450 Нм         | серійно не вироблялась (Встановлювались на австралійські версії) |

#### Дизельні
| Модель      | Код двигуна | Циліндри | Об'єм    | Потужність       | Крутний момент        | Роки випуску |
| ----------- | ----------- | -------- | -------- | ---------------- | --------------------- | ------------ |
| 2.0 DTI 16V | X20DTH      | 4        | 1995 см³ | 74 кВт/100 к.с.  | 205 Нм при 1750 об/хв | 1997–2000    |
| 2.2 DTI 16V | Y22DTH      | 4        | 2172 см³ | 88 кВт/120 к.с.  | 280 Нм при 1600 об/хв | 2000–2003    |
| 2.5 TD      | 25DT/X25DT  | 6        | 2497 см³ | 96 кВт/131 к.с.  | 250 Нм при 2200 об/хв | 1994–2001    |
| 2.5 DTI     | Y25DT       | 6        | 2497 см³ | 110 кВт/150 к.с. | 300 Нм при 1750 об/хв | 2001–2003    |